# Le Combat de lutteurs
Le Combat de lutteurs est une huile sur toile du peintre flamand Michael Sweerts (1618-1664), composé entre 1648 et 1650 pendant son long séjour à Rome. 

## Description
Michael Sweerts est doublement influencé, dans ses scènes de genre (comme le sujet de celle-ci), d'une part par les Bamboccianti qu'il fréquente et, d'autre part, par l'Accademia di San Luca dont il est « aggregato » (agrégé) et qui prône à l'inverse un style plus classique et noble, dont on voit ici le résultat avec ces corps de lutteurs dans le goût antique.
Le peintre prisait particulièrement cette toile, puisqu'il la conservait dans son atelier, comme on peut le voir figuré au fond de son tableau L'Atelier du peintre, composé en 1650 et conservé aujourd'hui au Rijksmuseum d'Amsterdam.
La scène représente un combat de lutteurs dans une arène en plein air, le soir. On remarque au fond un escalier avec un pan de ciel nuageux. À droite, des hommes et des femmes du peuple assistent au spectacle, tandis qu'à gauche au fond, ce sont des personnes distinguées vêtus de noir. L'un d'eux lève les bras, comme s'il souhaitait la fin du combat. D'ailleurs, le lutteur nu de dos agenouillé au premier plan est prêt à s'engager au prochain combat, car il se déshabille. La lumière le frappe directement, comme s'il semblait être au cœur du sujet. La lumière ensuite se dirige plus atténuée vers les deux lutteurs musclés au milieu de la toile dont celui de gauche est plus éclairé et celui de droite a les cheveux noués par un bandeau de linge blanc qui reflète la lumière en rappelant la chemise du lutteur agenouillé et le haut du dos de son partenaire. Ces trois nus académiques renvoient aux antiques romains.
La lumière termine son trajet sur le visage de l'adolescent agenouillé à droite vêtu d'un justaucorps rose. Il détourne le corps du combat en levant les mains, mais se tourne de la tête vers les lutteurs. L'historien de l'art Vitale Bloch s'est demandé s'il s'agissait d'un arbitre, ou d'un jeune spectateur passionné. Est-ce un questionnement de l'artiste entre deux attitudes ou deux convictions, aller dans une autre direction en regardant une dernière fois en arrière ?
Dans la foule à gauche, on distingue un lutteur nu assis un verre de vin à la main, sans doute après avoir participé à un combat précédent. Il ressemble au modèle de L'Atelier de l'artiste du Rijksmuseum.
Les historiens ont voulu voir dans ce tableau entré à la Kunsthalle de Carlsruhe en 1963 une composition proche de Michelangelo Cerquozzi avec une réminiscence des formes de Cornelis van Haarlem.
Dix ans plus tard, l'artiste tourne le dos à l'Europe et à ses combats et s'engage en orient chez les missionnaires des Missions étrangères de Paris.